# 雅各布·桑索维诺

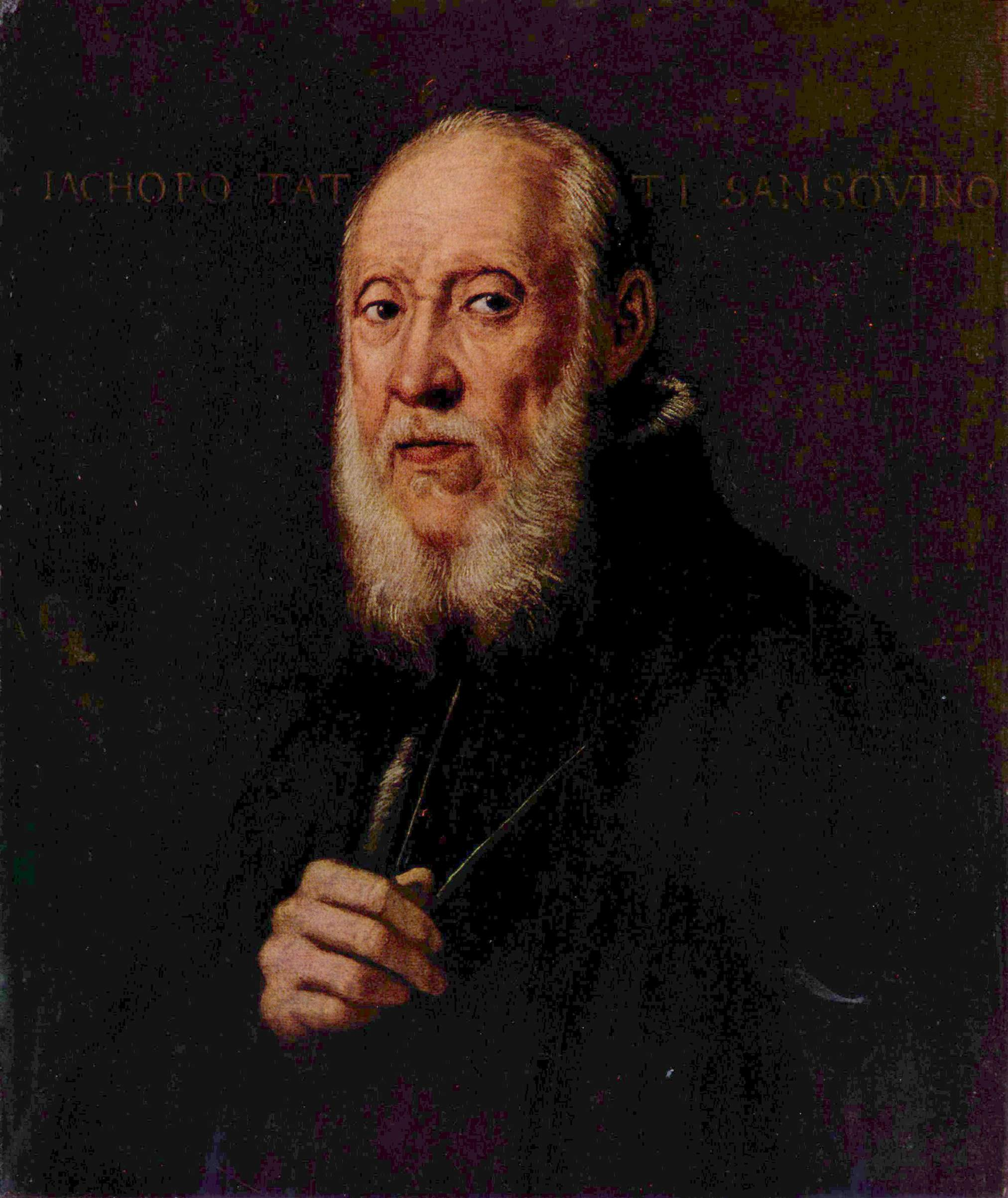

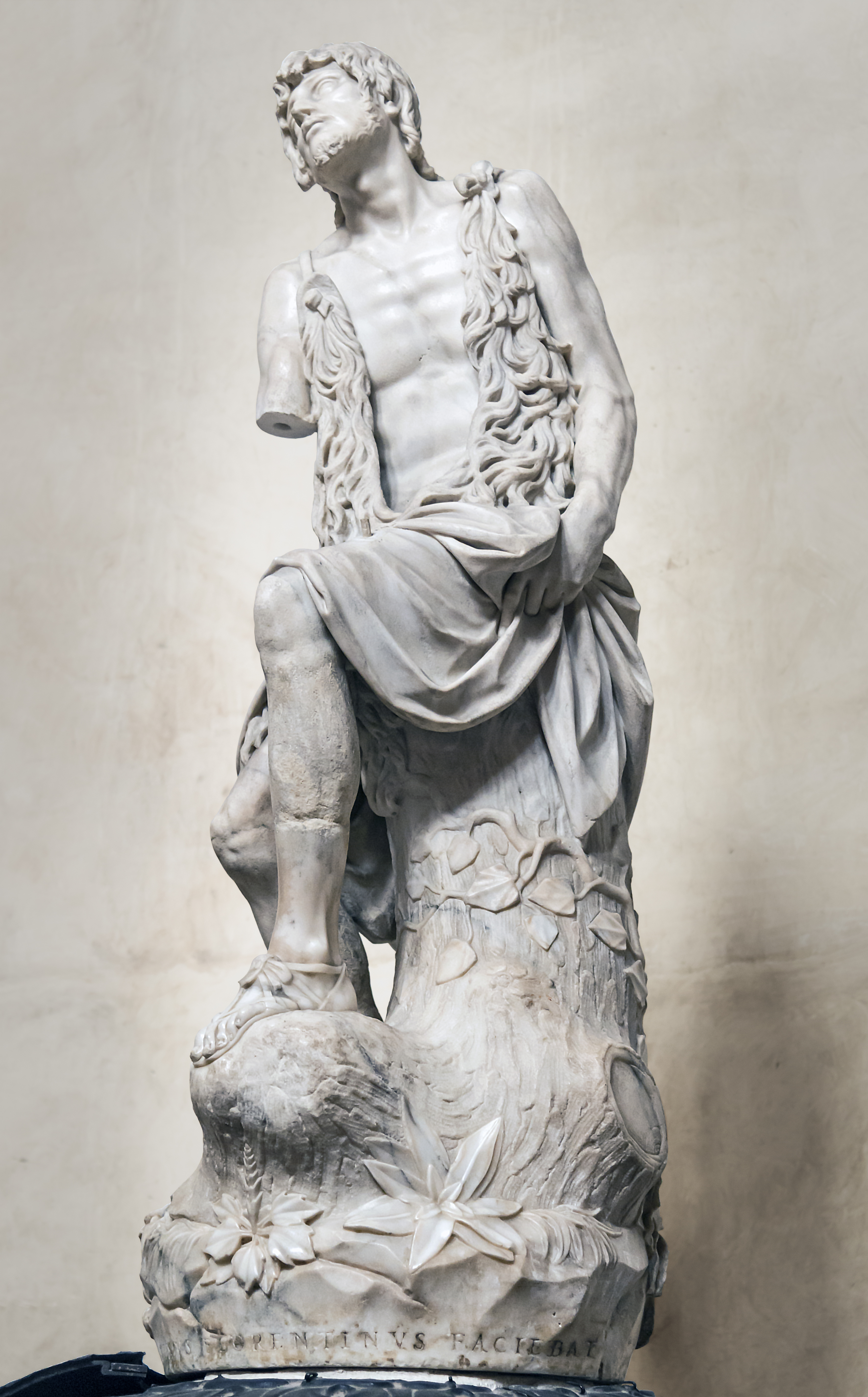
San Giovanni Battista (施洗約翰) 圣方济会荣耀圣母圣殿

雅各布·桑索维诺（Jacopo d'Antonio Sansovino，1486年7月2日—1570年11月27日），意大利雕塑家、建筑家，艺术上受米开朗琪罗和拉斐尔影响很大，早期作品有《圣雅各布肖像》、《海中诞生的维纳斯》等。最知名的作品是威尼斯圣马可广场的大钟楼敞廊和图书馆，以及科尔内尔宫。1570年11月27日逝世于威尼斯。